# Torrent de Can Feliu (Bigues)
El Torrent de Can Feliu, és un torrent que discorre pel terme municipal de Bigues i Riells, al Vallès Oriental, en el territori del poble de Bigues.
Es forma a la carena que culmina la Costa de Can Noguera, a ponent de la masia de Can Noguera i al nord-oest de la de Can Feliu, de la qual pren el nom. Té un primer tram en què discorre de nord a sud, i quan arriba a l'oest de Can Feliu d'una forma bastant sobtada gira gairebé en angle recte i s'adreça cap a llevant. Quan arriba a prop de la darrera masia esmentada, el seu curs esdevé subterrani per mor de l'aprofitament agrari de la zona que travessa. Torna a sortir a la superfície poc abans d'abocar-se en el Tenes just a ponent de Can Sapera i de Can Prat Corona, ja al Rieral de Bigues.